# Zaborze (powiat kielecki)
Zaborze – wieś w Polsce położona w województwie świętokrzyskim, w powiecie kieleckim, w gminie Morawica
| SIMC    | Nazwa   | Rodzaj     |
| ------- | ------- | ---------- |
| 0254516 | Górka   | przysiółek |
| 0254522 | Zalesie | część wsi  |

W latach 1975–1998 miejscowość należała administracyjnie do województwa kieleckiego.